# Abdelhadi Halhoul
Abdelhadi Halhoul (arab. عبد الهادي حلحول, ur. 15 czerwca 1990) – marokański piłkarz, grający na pozycji napastnika. W sezonie 2021/2022 zawodnik CODM Meknès. 

## Kariera klubowa

### Maghreb Fez (2011–2014)
Zaczynał karierę w Maghrebie Fez. W tym zespole zadebiutował 20 sierpnia 2011 roku w meczu przeciwko Hassanii Agadir, wygranym 2:0, grając cały mecz. Pierwszą asystę zaliczył 11 marca 2012 roku w meczu przeciwko FUSowi Rabat, zremisowanym 1:1. Asystował przy golu w 78. minucie. Pierwszego gola strzelił 28 grudnia w meczu przeciwko Moghrebowi Tetuan, zremisowanym 1:1. Do siatki trafił w 64. minucie. Z Maghrebem zdobył Afrykański Super Puchar. Łącznie w Fezie zagrał 54 mecze, strzelił 3 gole i zanotował 5 asyst.

### Renaissance Berkane (2014–2017)
9 września 2014 roku trafił do Renaissance Berkane za 100 tys. euro. W tym zespole zadebiutował 12 września w meczu przeciwko OC Safi, zremisowanym 3:3. Zagrał 24 minuty. Pierwszą asystę zaliczył 28 września w meczu przeciwko Olympique Khouribga, wygranym 0:1. Asystował przy golu w 1. minucie. Pierwszego gola strzelił 19 października w meczu przeciwko KACowi Kénitra, wygranym 3:1. Do siatki trafił w 30. minucie. Łącznie w zespole z Barkanu zagrał 52 mecze, strzelił 6 goli i zanotował 5 asyst. 

### Powrót do Fezu (2017–2018)
23 sierpnia 2017 roku powrócił do Maghrebu Fez.

### Al-Kharitiyath SC (2018)
1 sierpnia 2018 roku został zawodnikiem Al-Kharitiyath SC. W katarskim zespole zadebiutował 5 sierpnia w meczu przeciwko Al Sadd, przegranym 0:6. Zagrał 63 minuty. Łącznie w Katarze zagrał trzy mecze.

### Mouloudia Wadżda (2018–2019)
13 września 2018 roku wrócił do ojczyzny i podpisał kontrakt z Mouloudią Wadżda. W tym zespole zadebiutował 28 października w meczu przeciwko FUSowi Rabat, wygranym 3:2. Wszedł w 86. minucie. Pierwszego gola strzelił 28 lutego 2019 roku w meczu przeciwko Wydadowi Casablanca, przegranym 2:3. Do siatki trafił w 85. minucie. Pierwszą asystę zaliczył 6 kwietnia w meczu przeciwko Moghrebowi Tetuan, przegranym 4:1. Asystował przy golu w 29. minucie. Łącznie zagrał 14 meczów i miał gola i asystę.

### Dalsza kariera (2019–)
14 lipca 2019 roku wrócił do Fezu.
Od 1 lipca 2020 roku pozostawał bez klubu.
7 września 2021 roku trafił do CODM Meknès.